# Nuestra Casa a la Izquierda del Tiempo
Albums de La Oreja de Van Gogh
A las cinco en el Astoria Cometas por el cielo
Nuestra Casa a la Izquierda del Tiempo est le sixième album de La Oreja de Van Gogh, sorti en 2009.
Dans cet album, le groupe reprend des chansons des disques précédents, en réalisant des nouvelles versions avec la voix de Leire Martínez, accompagnée par l'Orchestre symphonique de Bratislava (Slovaquie).

## Titres
1. París (Paris) 3:47
2. Cuéntame al oído (Dis moi à l'oreille) 3:12
3. El último vals (La Dernière Valse) 3:23
4. La playa (La Plage) 4:07
5. Rosas (Roses) 3:56
6. 20 de enero (20 janvier) 3:42
7. Jueves (Jeudi) 3:59
8. Loa Loa (Une minute de plus) 1:09
9. Muñeca de trapo (Poupée de chiffons) 3:55
10. Soledad (Solitude) 3:52
11. Deseos de cosas imposibles (Désirs de choses impossibles) 3:08
12. Puedes contar conmigo (Tu peux compter sur moi) 3:56